# Géraldine Nakache
Pour les articles homonymes, voir Nakache.
Géraldine Nakache est une actrice, scénariste et réalisatrice française née le 16 février 1980 à Suresnes (Hauts-de-Seine). Elle est révélée en 2010 par la comédie Tout ce qui brille, qu'elle coréalise et dont elle tient l'un des rôles principaux.

## Biographie

### Jeunesse et formation
Géraldine Nakache naît le 16 février 1980 à Suresnes d'un père directeur informatique et d'une mère assistante comptable, tous deux juifs d'Algérie. Elle est la sœur d'Olivier Nakache, coréalisateur des films Intouchables, Nos jours heureux et de la série En thérapie. Elle grandit à Puteaux.
Elle est titulaire d'un baccalauréat littéraire (spécialité cinéma), obtenu au lycée Saint-Sulpice à Paris dans le 6e arrondissement.

### Carrière

#### Révélation télévisuelle et première réalisation

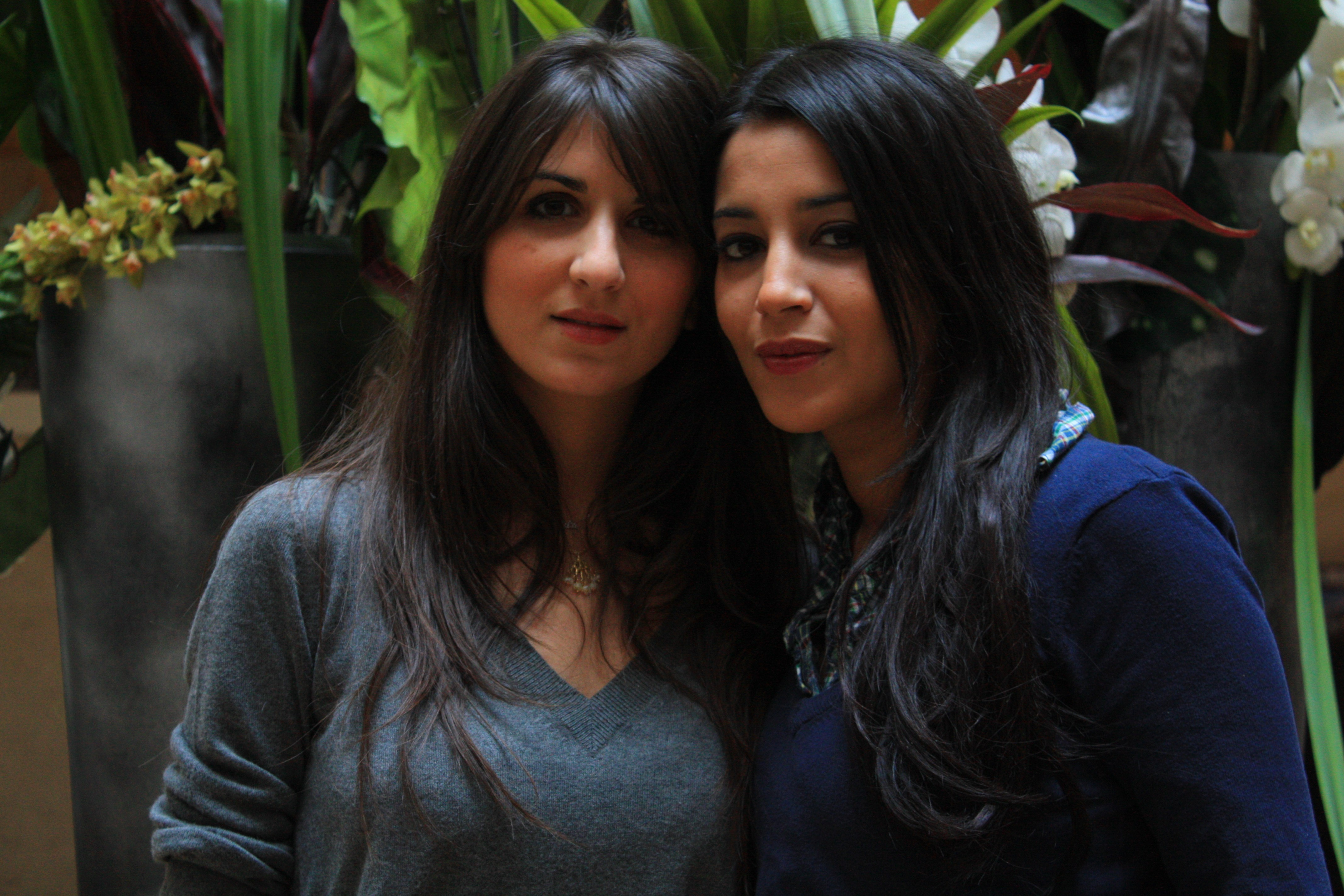
Avec sa partenaire de Tout ce qui brille, Leïla Bekhti, à une conférence de presse du film, en mars 2010.

Elle a d'abord travaillé sur la chaîne Canal+ en tant qu'assistante de la directrice de casting de l'émission Groland. Elle devient ensuite assistante à la réalisation sur les fictions des Guignols de l'info. Plus tard sur la chaîne Comédie !, elle gravit tous les échelons jusqu'à celui de productrice exécutive.
Elle commence sa carrière de comédienne en 2006 dans le film Comme t'y es belle !, puis enchaîne les tournages tout en se consacrant à l'écriture et à la réalisation de son premier film, Tout ce qui brille, sorti en 2010, pour lequel elle reçoit une nomination aux Césars 2011 : celle du César du meilleur premier film.
Le succès critique et commercial du film la lance et lui permet de figurer ainsi aux génériques de grosses productions. On la voit dans l'un des segments de la comédie à sketches Les Infidèles et dans la comédie d'aventures Sur la piste du Marsupilami, co-écrite et réalisée par Alain Chabat, qui sortent toutes deux en 2012.

#### Parcours dans la comédie
Toujours en 2012, elle sort son second film en tant que réalisatrice, Nous York, une comédie qu'elle co-signe à nouveau avec Hervé Mimran. Ce nouveau long-métrage ne parvient cependant pas à réitérer le succès de Tout ce qui brille. Les critiques françaises sont même catastrophiques.
En 2013, elle tient le premier rôle féminin de la comédie noire Je fais le mort, de Jean-Paul Salomé et participe à un autre film de bande, Sous les jupes des filles co-écrit et mis en scène par l'actrice Audrey Dana.

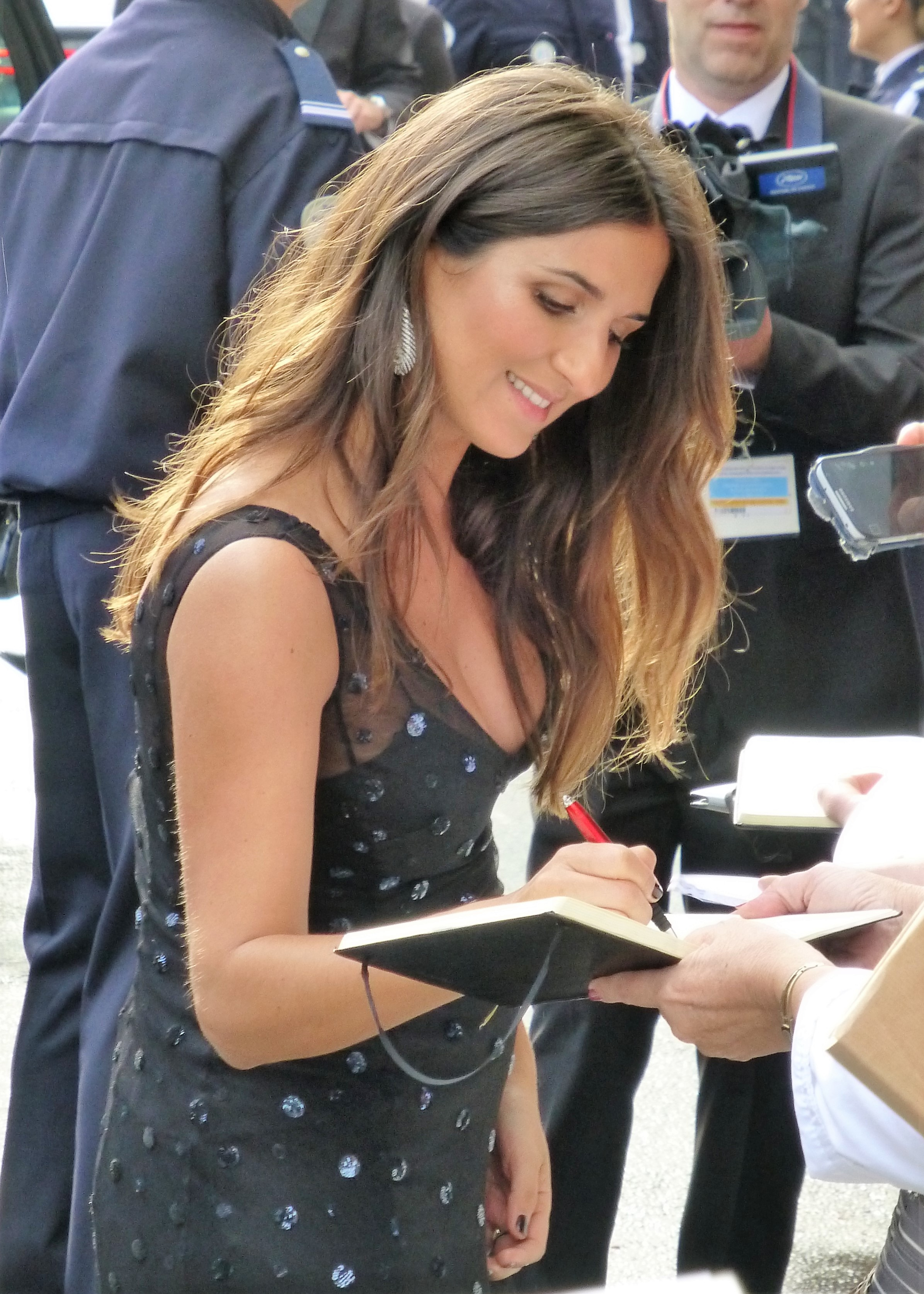
Géraldine Nakache au festival de Cannes 2016.

Elle poursuit dans cette veine romantique avec L'Ex de ma vie, de Dorothée Sebbagh, puis dans la comédie douce-amère Rendez-vous à Atlit, de Shirel Amitay. Les deux films passent inaperçus.
Elle va continuer à enchaîner les échecs : en 2015, elle tient le premier rôle féminin de la production jeunesse Robin des bois, la véritable histoire, écrit et réalisé par Anthony Marciano. Le film est un flop, retiré des salles au bout de deux semaines. Elle conclut l'année dans un registre plus dramatique avec Et ta sœur ?, remake signé Marion Vernoux de la comédie dramatique américaine Your Sister's Sister, écrite et réalisée par Lynn Shelton. Malgré une solide couverture médiatique, le projet, surtout construit autour de Virginie Efira, est un nouvel échec critique et commercial, disparaissant des salles au bout d'une semaine.
Six ans après Le Marsupilami, l'actrice revient à l'univers d'André Franquin, à qui elle doit son dernier grand succès en date : elle prête cette fois ses traits à Seccotine, pour l'adaptation cinématographique Spirou et Fantasio, réalisée par Alexandre Coffre. Le film sort en février 2018, mais connait un énorme flop. Le film réunit seulement 145 400 spectateurs, malgré une projection sur 442 écrans. Il disparait de l'affiche au bout d'une seule semaine d'exploitation.
À la fin de l'année, elle tient un second rôle dramatique dans la série télévisée médicale évènement de Canal+, Hippocrate, réalisée par Thomas Lilti.

### Vie privée
En 2011, Géraldine Nakache divorce après deux ans de mariage et neuf ans de vie commune avec l'acteur et humoriste Manu Payet. 
Le 26 mai 2016, elle épouse son compagnon de longue date Jérôme Elie-Betiya à Paris. Fin septembre 2016, elle accouche de leur fille Sarah. Son deuxième enfant, un garçon, nait durant l'été 2024.
Sa meilleure amie est Leïla Bekhti avec qui elle entretient une relation particulière depuis le tournage de Tout ce qui brille, les deux jeunes femmes sont souvent associées et ne manquent jamais de se témoigner leur amour en public.

## Filmographie

### Réalisatrice et scénariste

#### Longs métrages
- 2010 : Tout ce qui brille
- 2012 : Nous York
- 2019 : J'irai où tu iras

#### Court métrage
- 2007 : Tout ce qui brille (en collaboration avec Hervé Mimran)

#### Films publicitaires
- 2020 : Lou spot publicitaire pour l’entreprise française de vente à distance La Redoute

### Actrice

#### Longs métrages
- 2006 : Comme t'y es belle ! de Lisa Azuelos : Nina
- 2008 : Tu peux garder un secret ? d'Alexandre Arcady : Fanny
- 2009 : Tellement proches d'Olivier Nakache et Éric Toledano : une religieuse
- 2009 : Jusqu'à toi de Jennifer Devoldère : Josée, la collègue de Chloé
- 2009 : RTT de Frédéric Berthe : Muriel Serkine
- 2010 : Coursier d'Hervé Renoh : Nadia
- 2010 : Tout ce qui brille de Géraldine Nakache et Hervé Mimran : Ely
- 2010 : Il reste du jambon ? d'Anne Depétrini : Sophie
- 2011 : Et soudain, tout le monde me manque de Jennifer Devoldère : Cécilia
- 2012 : Les Infidèles d'Emmanuelle Bercot, Fred Cavayé, Alexandre Courtès, Jean Dujardin, Michel Hazanavicius, Éric Lartigau et Gilles Lellouche : Stéphanie
- 2012 : Sur la piste du Marsupilami d'Alain Chabat : Pétunia
- 2012 : Nous York de Géraldine Nakache et Hervé Mimran : Gabrielle
- 2013 : Je fais le mort de Jean-Paul Salomé : Noemie Desfontaines
- 2014 : Sous les jupes des filles d'Audrey Dana : Ysis
- 2014 : L'Ex de ma vie de Dorothée Sebbagh : Ariane
- 2015 : Rendez-vous à Atlit de Shirel Amitay : Cali
- 2015 : Robin des bois, la véritable histoire d'Anthony Marciano : Marianne
- 2015 : Et ta sœur ? de Marion Vernoux : Tessa
- 2018 : Les Aventures de Spirou et Fantasio d'Alexandre Coffre : Seccotine
- 2019 : J'irai où tu iras de Géraldine Nakache : Vali
- 2021 : Kaamelott : Premier Volet d'Alexandre Astier : Duchesse d'Aquitaine
- 2022 : Vacances de Béatrice de Staël et Léo Wolfenstein : Marie
- 2023 : Toi non plus tu n'as rien vu de Béatrice Pollet : Sophie
- 2023 : Le Cours de la vie de Frédéric Sojcher : Louison
- 2023 : Paternel de Ronan Tronchot : Louise
- 2023 : Je ne suis pas un héros de Rudy Milstein : Hélène
- 2024 : Tigres et Hyènes de Jérémie Guez : Iris

#### Courts métrages
- 2007 : Tout ce qui brille d'elle-même et Hervé Mimran : Ely
- 2011 : The End de Daniel Barcelo : elle-même

#### Téléfilm
- 2007 : Mariage surprise (TV) : Céline

#### Séries télévisées
- 2003 : Bad People : Serena
- 2003-2004 : Starloose Academy : Nathalie
- 2004-2005 : La Téloose
- 2007 : Kaamelott (Livre V) : la Duchesse d'Aquitaine (épisodes 15, 16 et 19)
- 2007 : Élie annonce Semoun
- 2009 : Déformations professionnelles
- 2012 : Scènes de ménages : ce soir, ils reçoivent : Barbara une copine de Marion
- 2012 : Zak : elle-même (épisode 17)
- depuis 2018 : Hippocrate (série télévisée) : Nathalie Ferrand, directrice de l'hôpital
- 2020 : La Flamme : Marina
- 2022 : Le Flambeau : Les Aventuriers de Chupacabra : Marina
- 2024 : Fiasco : Magali Verès, première assistante
- 2024 : Les enfants sont rois de Sébastien Marnier (série Disney+) : Sara Roussel

### Apparition à la télévision
- 2009 : Canal Presque (émission de télé)
- 2013 : Le Débarquement, émission à sketchs diffusée sur Canal+
- 2023 : LOL : qui rit, sort ! sur Prime Video : participation

### Doublage
- 2010 : Megamind : Roxanne Ritchi
- 2014 : Astérix : Le Domaine des dieux : Dulcia (création de voix)
- 2021 : Raya et le Dernier Dragon : Sisu[14]
- 2025 : Astérix et Obélix : Le Combat des chefs : Bonemine (création de voix)

### Box-office
Liste des films avec Géraldine Nakache ayant attiré au moins un million de spectateurs en France
| # | Titre                       | Réalisateur                     | Année | Box-office |
| - | --------------------------- | ------------------------------- | ----- | ---------- |
| 1 | Sur la piste du Marsupilami | Alain Chabat                    | 2012  | 5 298 440  |
| 2 | Les Infidèles               | Jean Dujardin, Gilles Lellouche | 2012  | 2 301 045  |
| 3 | Tout ce qui brille          | Géraldine Nakache, Hervé Mimran | 2010  | 1 420 183  |
| 4 | Megamind                    | Tom McGrath                     | 2010  | 1 233 106  |
| 5 | Comme t'y es belle !        | Lisa Azuelos                    | 2006  | 1 066 999  |
| 6 | R.T.T.                      | Frédéric Berthe                 | 2009  | 1 007 032  |

### Autres
- 2007 : apparition dans Elie annonce Semoun, la suite de la suite
- 2008 : apparition dans le clip de J'étais là de Zazie

## Théâtre
- 2011 : L’Amour, la mort, les fringues de Nora et Delia Ephron, mise en scène Danièle Thompson, Théâtre Marigny

## Distinctions

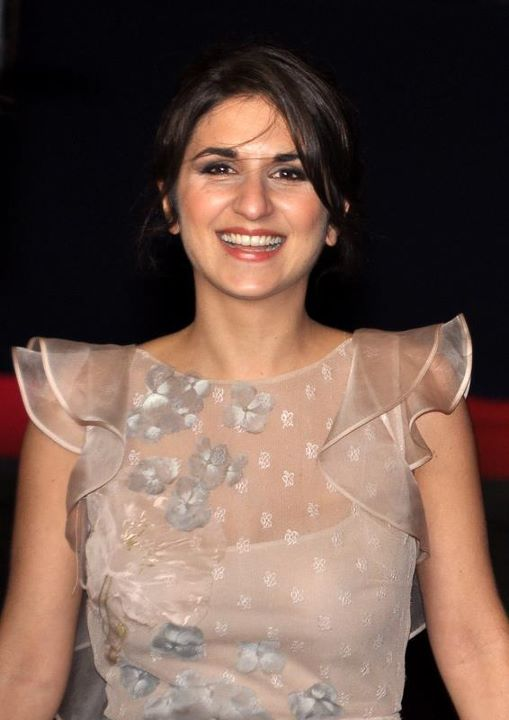
Géraldine Nakache à la 37e cérémonie des Césars le 24 Février 2012.

### Récompenses
- Festival international du film de comédie de l'Alpe d'Huez 2010 :
  - Prix spécial du jury avec Hervé Mimran pour Tout ce qui brille[15]
  - Prix du public Europe 1 avec Hervé Mimran pour Tout ce qui brille
- Trophée des femmes en or 2010 : révélation du cinéma[16]
- Étoiles d'or du cinéma français 2011 : meilleur premier film avec Hervé Mimran pour Tout ce qui brille[17]
- MyFrenchFilmFestival.com 2011 : Prix du public - Longs métrages avec Hervé Mimran pour Tout ce qui brille[18]
- Festival Jean-Carmet 2023 : prix du public du meilleur second rôle féminin pour Je ne suis pas un héros[19]

### Nominations
- Globes de Cristal 2011 : Globe de Cristal de la meilleure actrice pour Tout ce qui brille
- Étoiles d'or du cinéma français 2011 : meilleur scénario avec Hervé Mimran pour Tout ce qui brille
- Césars 2011 : meilleur premier film avec Hervé Mimran pour Tout ce qui brille
- Grand Prix Cinéma des lectrices de Elle 2012 avec Hervé Mimran pour Nous York
- Festival de New York 2012 : In French with english subtitles[Quoi ?] avec Hervé Mimran pour Nous York
- Globe de cristal 2020 : meilleur film de comédie pour J'irai où tu iras

#### Articles de presse
- Sabrina Champenois. « Jeune tonique», Libération no 719, S.A.R.L. Libération, Paris, 10 décembre 2013, p. 38,  (ISSN 0335-1793).
- Propos recueillis par Marie Deshayes. « Géraldine Nakache. C'est l'amie et la sœur dont tout le monde rêve. Rien d'étonnant qu'elle joue l'une et l'autre dans la comédie romantico-familiale Et ta sœur. Cette artiste généreuse est vraiment bien dans sa tête », Version Femina no 719, Société de Presse Féminine, Levallois-Perret, 11 janvier 2015, p. 14.
- Entretien avec Géraldine Nakache sur le site Abus de ciné
- Géraldine Nakache, fille lumière, Virginie Ballet, Libération, 25 mars 2024.